# Tom Jones (film)
Tom Jones è un film del 1963 diretto da Tony Richardson. È tratto dall'omonimo romanzo di Henry Fielding.

## Trama
Nell'Inghilterra del 1700, il nobile Allworthy trova nel suo letto un neonato, al quale viene dato il nome di Tom Jones. Il bambino cresce nella casa del nobile assieme a Blifil, nipote di Allworthy. Divenuti adulti, Tom e Blifil sviluppano una forte rivalità a causa della gelosia di Blifil per le attenzioni che la bella e ricca Sophie Western rivolge a Tom. Anche la famiglia di Sophie ostacola il matrimonio fra i due giovani. Tom è giovane, spensierato, pieno di vivacità e fa letteralmente impazzire qualsiasi donna gli stia intorno. Invidioso e scorretto, Blifil assieme a due suoi compagni costringe Tom a lasciare la casa e andare a Londra in cerca di fortuna.
Una volta in viaggio, Tom viene coinvolto in numerose avventure: gli vengono rubati tutti i suoi averi, incontra la sua presunta madre e la salva da un aguzzino con un duello mortale. Intanto Sophie, dopo la cacciata di Tom, va alla sua ricerca e per poco i due non si incontrano in una locanda a Londra. 
Alla fine Tom viene catturato da due guardie ingaggiate da Blifil e viene condannato a morte per impiccagione, ma Allworthy riceve una lettera che spiega la vera storia di Tom e del suo passato, facendo capire chi fossero i suoi veri genitori. Dopo questa rivelazione, gli inganni di Blifil vengono finalmente smascherati e Tom, ottenuta la grazia tramite il Signor Allworthy, viene liberato in tempo e alla fine si fidanza con Sophie, con la benedizione del Signor Western.

## Produzione
Dopo l'insperato successo di alcune produzioni a basso costo (Sapore di miele e Gioventù, amore e rabbia), al regista Tony Richardson, esponente del "giovane cinema inglese", viene finalmente accordato un grosso finanziamento (attraverso gli americani della United Artists) per realizzare la versione picaresca del romanzo di Fielding. A sceneggiare il libro viene chiamato il celebre commediografo John Osborne.

## Riconoscimenti
- 1964 - Premio Oscar
  - Miglior film a Tony Richardson
  - Migliore regia a Tony Richardson
  - Migliore sceneggiatura non originale a John Osborne
  - Miglior colonna sonora a John Addison
  - Candidatura Miglior attore protagonista a Albert Finney
  - Candidatura Miglior attore non protagonista a Hugh Griffith
  - Candidatura Miglior attrice non protagonista a Diane Cilento
  - Candidatura Miglior attrice non protagonista a Edith Evans
  - Candidatura Miglior attrice non protagonista a Joyce Redman
  - Candidatura Migliore scenografia a Ralph W. Brinton, Ted Marshall, Jocelyn Herbert e Josie MacAvin
- 1964 - Golden Globe
  - Miglior film commedia o musicale
  - Miglior attore debuttante a Albert Finney
  - Samuel Goldwyn International Award
  - Candidatura Migliore regia a Tony Richardson
  - Candidatura Miglior attore in un film commedia o musicale Albert Finney
  - Candidatura Miglior attore non protagonista a Hugh Griffith
  - Candidatura Miglior attrice non protagonista a Joan Greenwood
- 1963 - Festival di Venezia
  - Coppa Volpi per la migliore interpretazione maschile a Albert Finney
  - Candidatura Leone d'oro a Tony Richardson

- 1963 - National Board of Review Award
  - Miglior film
  - Migliore regia a Tony Richardson
  - Migliori dieci film
- 1964 - Premio BAFTA
  - Miglior film
  - Miglior film britannico
  - Migliore sceneggiatura a John Osborne
  - Candidatura Miglior attore britannico a Albert Finney
  - Candidatura Miglior attore britannico a Hugh Griffith
  - Candidatura Miglior attrice britannica a Edith Evans
- 1963 - New York Film Critics Circle Award
  - Miglior film
  - Miglior regista a Tony Richardson
  - Miglior attore protagonista a Albert Finney

- 1964 - American Cinema Editors
  - Candidatura Miglior montaggio a Antony Gibbs
- 1964 - Directors Guild of America
  - Migliore regia a Tony Richardson e Gerry O'Hara (Assistente Regista)
- 1964 - Grammy Award
  - Miglior colonna sonora a John Addison
- 1964 - Nastro d'argento
  - Candidatura Migliore regia a Tony Richardson
- 1964 - Laurel Award
  - Miglior commedia
  - Candidatura Miglior performance maschile a Albert Finney
  - Candidatura Miglior attore non protagonista a Hugh Griffith
  - Candidatura Miglior attrice non protagonista a Diane Cilento
- 1964 - Writers' Guild of Great Britain
  - Migliore sceneggiatura a John Osborne

Nel 1999 il British Film Institute l'ha inserito al 51º posto della lista dei migliori 100 film britannici del XX secolo.